# Kreont
 Ovo je glavno značenje pojma Kreont. Za druga značenja pogledajte Kreont (razdvojba).
Kreont (grč. Κρέων) je u grčkoj mitologiji kralj Tebe.

## Mitologijska priča o Kreontu
Bio je sin Menekeja. Ime njegove majke nije poznato. S Euridikom je imao brojno potomstvo: Megareja, Megara, Menekeja, Hemona, Likomeda, Heniohu i Piru.
U vrijeme njegove vladavine, grad su zadesile mnoge nesreće. Najprije je grad pustošila lisica iz Teumese. Ove nemani ih je oslobodio Amfitrion, koga je Kreont oslobodio od ubojstva. Kreont je zahtijevao lov na tu lisicu, kako bi postao Amfitrionov saveznik protiv Tafijana. Potom je minijski kralj Ergin opteretio Tebu velikim nametima, ali je Heraklo ubio Ergina i postigao, da Minijci plaćaju Tebancima. Zauzvrat, Kreont je Heraklu dao ruku svoje starije kćerke Megare. Konačno, ispred bedema Tebe, nastanila se Sfinga, čudovište koje je proždiralo prolaznike ako ne riješe zagonetku koju im je zadavala. Iz dana u dan je ubijala Tebance, a kada je napokon ubila i Kreontovog sina Hemona, on je obećao da će prijestolje ustupiti onome tko grad spasi od ove nesreće. To je pošlo za rukom Edipu i Kreont je održao obećanje, oženivši ga pri tome svojom sestrom Jokastom (Diodor je pisao da je ona zapravo bila Kreontova kći, ne znajući da je ona Edipova majka. Kasnije je otkriveno ovo rodoskrvnuće i Edip je otišao u progonstvo, dok je Kreont ponovmo zavladao kao skrbnik njegove djece.
Tijekom Edipove vladavine, neplodnost je bila veliki problem u Tebi i pa je poslao Kreonta na Delfe, kako bi otkrio uzrok neplodnosti, zatraživši odgovor od proročišta koje se tamo nalazilo. Dobio je odgovor, da je to kazna zbog ubojstva Laja, Edipovog oca, prethodnog kralja. Edip je pokrenuo istragu tko ga je ubio, međutim, otkrio je preko proroka Tiresija da je čovjek koga traži, zapravo on sam. To je uzrokovalo, da Edip pomisli kako Tiresija i Kreont kuju zavjeru protiv njega i javno je optužio Kreonta pred tebanskim starješinama za to. Međutim, prema pisanju Sofokla, Kreont ga je uvjeravao da nema ambicija da ponovo postane kralj. Ipak je to postao, ali ni nastavak njegove vladavine nije bio sretan. Doduše, Tebom je nakratko zavladao Eteokle, Edipov sin, ali je grad zadesio rat, poznat kao pohod Sedmorice protiv Tebe. U tom ratu se žrtvovao Kreontov sin Menekej, po savjetu proroka Tiresija, kako bi svojim sunarodnjacima osigurao pobjedu, unatoč protivljenju svog oca. Kako su u ratu stradali i Eteokle i njegov brat Polinik, Kreont je ponovo zavladao. Eteokla je pokopao uz sve počasti, ali ne i Polinika, koga je proglasio neprijateljem države. 
Antigona, njihova sestra, pokušala je pokopati Polinika, zbog čega ju je Kreont osudio na smrt. Zbog toga se ubio i njegov sin Hemon, a potom i njegova majka, Kreontova supruga, Euridika. Prema jednoj priči, Kreont je naredio svom sinu Hemonu, a Antigoninom zaručniku, da je živu pokopa u Polinikov grob. Umjesto toga, on ju je odveo među pastire, gdje je nastavila živjeti i rodila mu sina. Kada je dječak odrastao, došao je u Tebu sudjelovati u pogrebnim igrama i Kreont ga je prepoznao po zmijolikim biljegu, koji su imali svi Kadmovi potomci. Osudio ga je na smrt, iako ga je Heraklo molio da to ne učini. Zbog toga je Hemon ubio Antigonu i sebe. 
Kreont je kasnije otišao u Atiku, kako bi nagovorio Edipa da se vrati, jer je znao da će zemlja u kojoj će Edip biti sahranjen, doživjeti najveće blagostanje. Edip je odbio poziv, pa je Kreont upotrijebio silu, ali ga je zaštitio Tezej. Prema drugoj priči, Tezej je ubio Kreonta, jer je odbio pokopati Argivce koji su poginuli u ratu Sedmorice. U drugoj inačici, Tezej je na Adrastovu molbu, u brzom napadu osvojio grad i zarobio Kreonta. Tada je vratio mrtve ratnike njihovim obiteljima, koje su napravile ogromne lomače.